# Tachina bombidiforma
Tachina bombidiforma är en tvåvingeart som beskrevs av Chao 1987. Tachina bombidiforma ingår i släktet Tachina och familjen parasitflugor. Inga underarter finns listade i Catalogue of Life.